# فيليب كارلو
فيليب كارلو (بالإنجليزية: Philip Carlo)‏ هو مؤلف وكاتب وصحفي أمريكي، ولد في 18 أبريل 1949، وتوفي في 8 نوفمبر 2010 بسبب تصلب جانبي ضموري.